# Williford
Williford è un comune degli Stati Uniti d'America, situato in Arkansas, nella contea di Sharp.